# 小林姬鼠
小林姬鼠为鼠科姬鼠属的动物，广泛分布于欧洲和北非等地区，一般生活于林灌、田野。该物种的模式产地在瑞典乌普萨拉。
之前曾认为本种在中国大陆西藏、新疆等地也有分布，但进一步研究认为小林姬鼠北疆亚种（Apodemus sylvaticus tscherga）和小林姬鼠南疆亚种（Apodemus sylvaticus nangkiangensis）都是乌拉尔姬鼠（Apodemus uralensis）的同物异名，小林姬鼠普兰亚种（Apodemus sylvaticus bushenhensis）是喜马拉雅姬鼠（Apodemus pallipes）的同物异名。小林姬鼠在中国没有分布。2021年发布的《中国兽类名录（2021版）》中已无本种记录。

## 原认定中国境内的亚种
- 小林姬鼠普兰亚种，Zheng于1979年命名。在中国大陆，分布于西藏等地。该物种的模式产地在西藏普兰县。[3]
- 小林姬鼠南疆亚种，Wang于1964年命名。在中国大陆，分布于新疆（南部）等地。该物种的模式产地在新疆阿克苏。[4]
- 小林姬鼠北疆亚种，Kastschenko于1899年命名。在中国大陆，分布于新疆（北部）等地。该物种的模式产地在西伯利亚阿尔泰。[5]